# Колесцовый замок

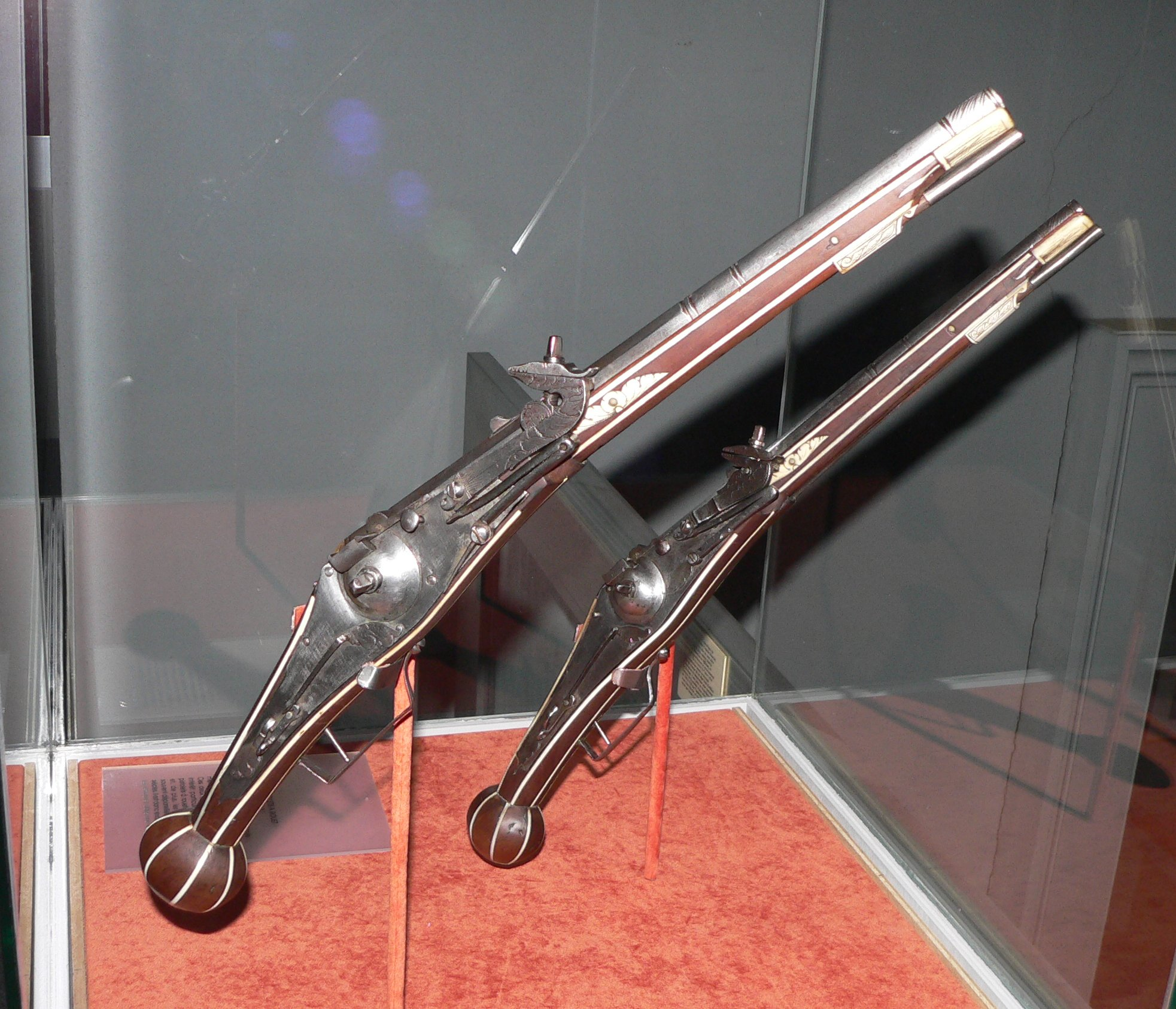
Кавалерийский («рейтарский» Reitpistole) и обычный колесцовые пистолеты

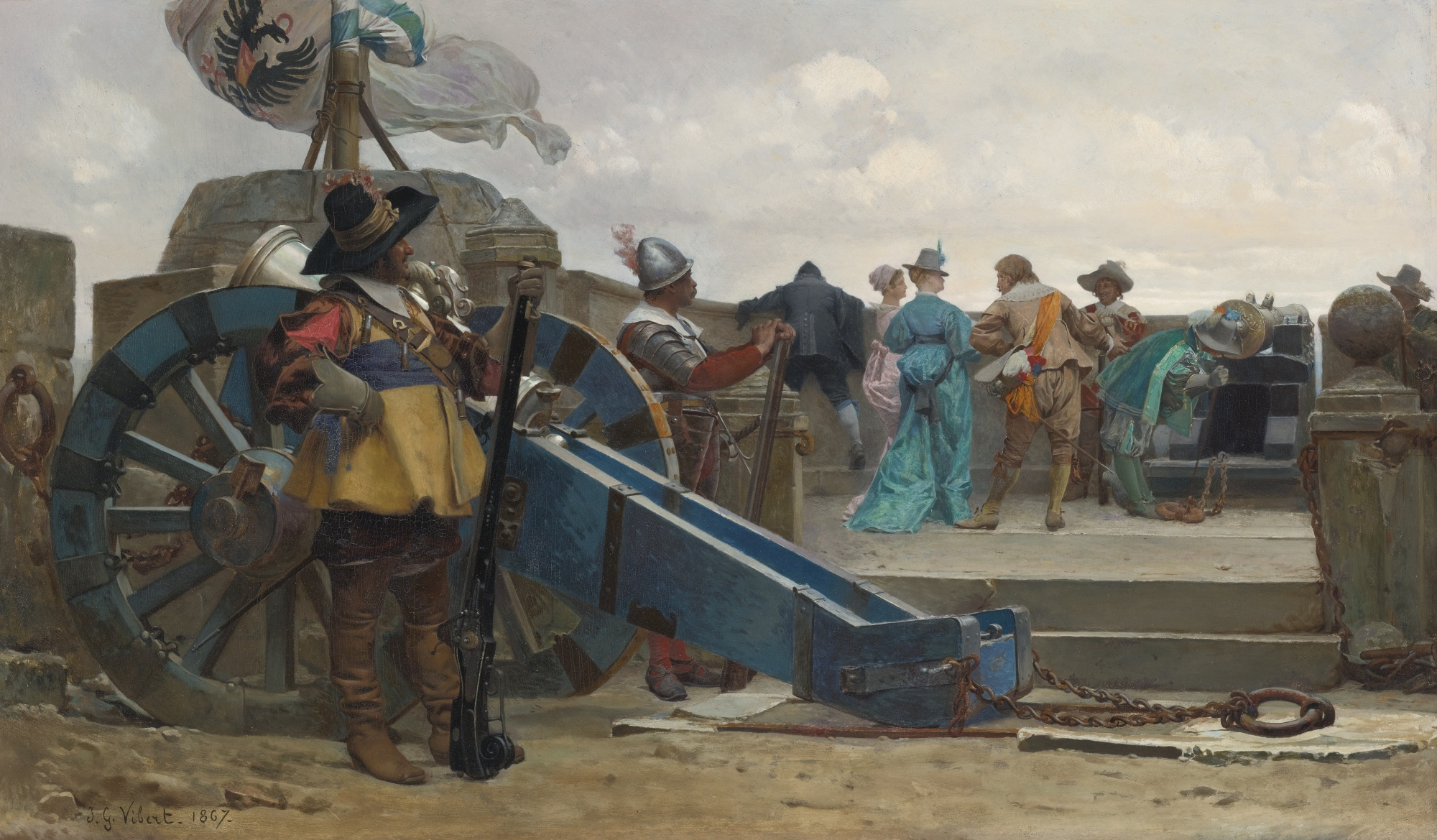
Жан Жорж Вибер. «На крепостной стене» (1867). На переднем плане — мушкет с колесцовым замком

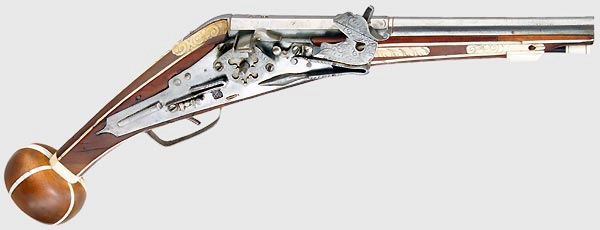
Пистолет с колесцовым замком, типа Puffer (Аугсбург, ок. 1580 г.), размеры которого позволяли носить его скрыто

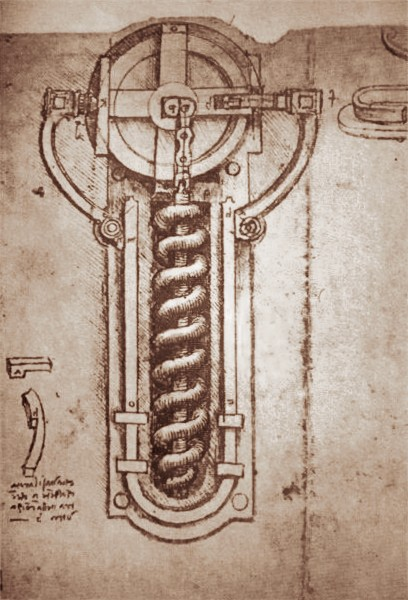
Колесцовый замок Леонардо да Винчи

Схема колесцового замка

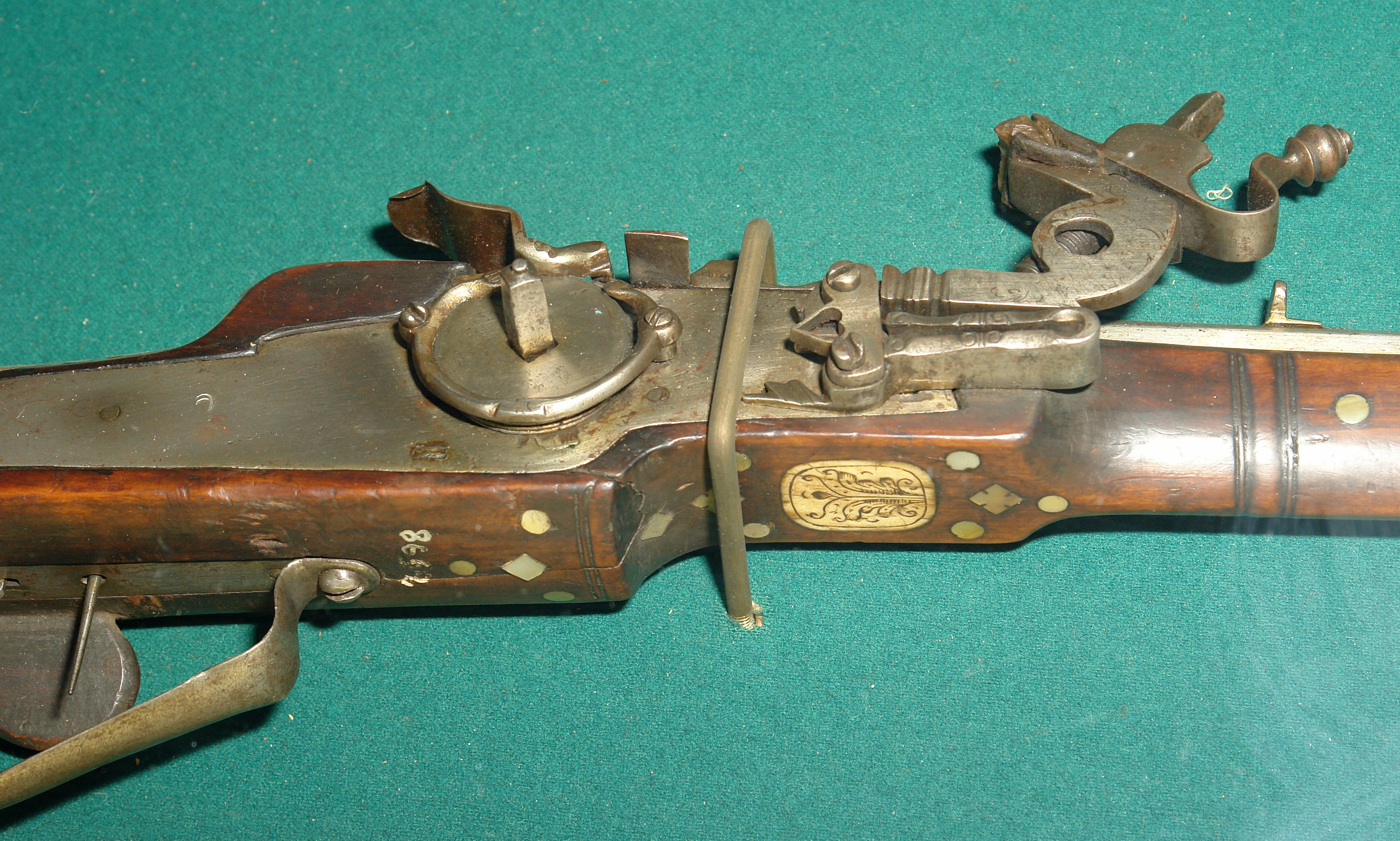
Механизм крупным планом

Колесцовый замо́к — распространённый в XV—XVII веках механизм огнестрельного оружия, в котором необходимая для воспламенения порохового заряда искра высекается с помощью вращающегося колёсика с насечкой.
Леонардо да Винчи в своём труде «Codex Atlanticus» привёл схему устройства колесцового замка для пистолета (заводившегося ключом) — это единственное его изобретение, получившее массовое производство при жизни. Устройство нового замка было таково: на смену старым фитилям, требовавшим доступа стрелка к открытому огню и создававшим в процессе горения нежелательный демаскирующий эффект, пришёл курок с зажатым кусочком кремня, под курком располагалось колёсико с насечкой. Устройство работало посредством заводимой ключом пружины, которая после нажатия на спусковой крючок приводила в движение колёсико и опускала на него курок с кремнём (изначально с пиритом), в результате возникшего трения высекались искры, зажигавшие пороховой заряд. Колесцовый замок превосходил по надёжности существовавшие в то время фитильные замки. Он был более устойчив к влаге, и даже с кремнёвым замком продолжал соперничать в надёжности (кремнёвый мог дать осечку без видимых на то причин). Существовали также варианты ружей, совмещавших вышеназванные типы замков. Недостатком колесцового замка была его крайняя дороговизна, сложность устройства, недостаточно высокое качество используемой стали и боязнь грязи. Если использовался твёрдый кремень, насечка колёсика быстро изнашивалась; мягкий пирит не портил колёсико, но крошился сам и загрязнял замок. В 1580 году можно было купить аркебузу с фитильным замком за 350 франков, а такая же аркебуза с колесцовым замком стоила не менее 1500 франков. Если стрелок терял ключ для завода механизма, оружие становилось бесполезным. Тем не менее это был качественный шаг вперёд по сравнению с фитильным оружием, и первый тип механизма, пригодный для пистолета (необходимость постоянно поддерживать фитиль горящим сводила на нет все преимущества пистолета как личного оружия).
В XVII — начале XVIII веков колесцовый замок был повсеместно вытеснен более дешёвым и удобным кремнёвым ударным замком.
В настоящее время похожий принцип получения искры за счёт контакта пирофорного сплава с насечённой поверхностью колесца применяется в некоторых зажигалках.